# Remanso
Remanso est une municipalité brésilienne de l'État de Bahia et la microrégion de Juazeiro.

## Histoire
Remanso était à l'origine habitée par des peuples autochtones de l'ethnie Acoroase. Les réfugiés des conflits armés dans la municipalité voisine de Pilão Arcado sont arrivés au XIXe siècle.
La région était fertile et en raison de son emplacement, elle offrait un bon site pour l'élevage de bétail et la pêche. La zone a rapidement attiré de nouveaux résidents qui ont fondé la ville de Ville de Your Miss de Remanso de Pilão Arcado en 1857. Celle-ci est devenue une municipalité indépendante le 9 août 1900 sous le nom de Remanso.
Remanso est connu pour sa micareta, une célébration hors saison similaire au carnaval brésilien. La micareta de Remanso attire environ 10 millions de personnes par an. La municipalité organise également le festival Your Lady Rosário chaque année en octobre.